# Gerhard Palder
Gerhard Palder (* 1949 oder 1950 in Kulmbach) ist ein deutscher Theaterschauspieler und Sprecher. Er arbeitete im Laufe seiner knapp 50-jährigen Karriere mit bekannten Regisseuren wie Paolo Magelli, Frank-Patrick Steckel und Volker Lösch zusammen.

## Leben

### Herkunft und Ausbildung
Palder kam in der oberfränkischen Kreisstadt Kulmbach zur Welt und hat nach eigenen Angaben nach wie vor „einen ganz besonderen Bezug zum Frankenwald“. Er studierte zunächst in München Germanistik, ehe er am Wiener Max-Reinhardt-Seminar seine schauspielerische Ausbildung absolvierte.

### Karriere als Schauspieler
Im Laufe seiner Karriere spielte Palder an zahlreichen unterschiedlichen Bühnen. Erste Engagements führten ihn an das Stadttheater Regensburg und das Schlosstheater Celle. Ab 1977 arbeitete er am Stadttheater St. Gallen, am Badischen Staatstheater Karlsruhe, an der Landesbühne Niedersachsen Nord in Wilhelmshaven, am Stadttheater Gießen sowie am Theater Basel. Zwischen 1996 und 2001 war er am Schillertheater NRW Wuppertal beschäftigt, anschließend bis 2006 am Theater der Stadt Heidelberg, bis 2007 am Ernst-Deutsch-Theater in Hamburg, 2007/08 an den Hamburger Kammerspielen sowie 2008/09 am Oldenburgischen Staatstheater. Zwischen 2009 und 2012 gehörte er für drei Spielzeiten dem Ensemble des Theater Bremen an.
Auch abseits der klassischen Theater war Palder schauspielerisch aktiv. So gab er beispielsweise im Sommer 1984 – während seiner Zeit in Wilhelmshaven – Improvisationstheaterkurse auf der Umweltstation Iffens in Butjadingen und im Sommer 2008 trat er bei den Kreuzgangspielen Feuchtwangen auf. Bemerkenswert ist seine langjährige, sich über mehr als zwei Jahrzehnte erstreckende Zusammenarbeit mit Johannes Kaetzler. Ihre Wege kreuzten sich erstmals in Wilhelmshaven, wo Kaetzler damals Erster Spielleiter war. In der Folge trafen sie sich auch in Gießen, am Ernst-Deutsch-Theater sowie in Feuchtwangen und Palder war in zahlreichen von Kaetzlers Inszenierungen zu sehen.

### Karriere als Sprecher
Neben seiner Karriere als Schauspieler ist Palder auch als Hörspielsprecher aktiv und tritt bei Lesungen auf. Er wirkte an folgenden Hörspielen des öffentlich-rechtlichen Hörfunks mit:
- 1973: Kleine Satzzeichenlehre in Radio Wien (Autor: Gert Hofmann; Regie: Herbert Fuchs; Erstausstrahlung: 10. Februar 1973)
- 1980: Lotti emanzipiert sich im Südwestfunk (Autorin: Anne Marie Treichler; Regie: Lilo Külp; alemannischer Dialekt; Erstausstrahlung: 4. Mai 1980)
- 1980: Anni sucht ihren Vater im Südwestfunk (Autor: Helmut Walbert; Regie: Lilo Külp; alemannischer Dialekt; Erstausstrahlung: 14. Dezember 1980)
- 2002: Aus dem merkwürdigen Leben der Rekonvaleszenten im Südwestrundfunk (Autorin: Sandra Kellein; Regie: Ulrich Lampen und Tobias Krebs; Erstausstrahlung: 21. Oktober 2002)
- 2003: Herzliche Grüße an alle – Die Botschaft der Voyager-Sonden im Südwestrundfunk (Autor: Ingo Kottkamp; Regie: Iris Drögekamp)

Zwischen 1989 und 1992 war er an einigen christlichen Kinder- und Jugendhörspielen der beiden Reihen 5 Geschwister (Folge 3: „5 Geschwister im unheimlichen Schloss“ und Folge 4: „5 Geschwister im geheimnisvollen Palazzo“) sowie Abenteuer zwischen Himmel und Erde (Folgen 1 und 2 zu Simson und Esther) von Günter Schmitz beteiligt.
Ein wiederkehrendes Element in Palders Engagements als Sprecher ist seine Leidenschaft für Musik. Dies zeigte sich bereits, als er ab 1974 bei den Konzerten des neu gegründeten „Regensburger Musikpodiums“ als „Mittler zwischen Musikern und Publikum“ fungierte. Im Rahmen der Botticelliana des Erlanger Kammerorchesters war er im März 2001 der Sprecher in der Klosterkirche Frauenaurach. Hierbei wurde unter dem Dirigat Ulrich Kobilkes symphonische Musik von Grieg, Debussy und Respighi, die nach konkreten Bildvorlagen entstanden ist, mit den Werken des italienischen Frührenaissancemalers Sandro Botticelli in einen synästhetischen Zusammenhang gebracht, um anhand sowohl beweisbarer als auch hypothetischer Analogien übergreifende Gemeinsamkeiten von Bildender Kunst, Literatur und Musik aufzuzeigen. Auch bei der Uraufführung eines Capriccios von Komponist Konrad Hupfer nach Texten und Musik von E. T. A. Hoffmann im September gleichen Jahres in der Wuppertaler Immanuelskirche durch das Nova Ensemble Wuppertal war Palder mit zwei Kollegen als Sprecher aktiv. Dies setzte sich auch während seiner Zeit am Theater Bremen fort, als er im April 2012 mit einer szenischen Lesung biblischer Texte die Markus-Passion von Johann Sebastian Bach im Bremer Dom begleitete, die der Bremer Domchor und das Concerto Bremen unter der Leitung von Tobias Gravenhorst aufführten.
Gleichfalls während seines Engagements am Theater Bremen las Palder in dessen Brauhauskeller zwischen November 2010 und Januar 2012 in der Reihe Das ist! aus den Romanen Lumpenroman von Roberto Bolaño, Die Demütigung von Philip Roth sowie Blumenberg von Sibylle Lewitscharoff und präsentierte darüber hinaus im Juni 2012 in der Reihe Obszön eine Auswahl schamloser Texte von Brecht bis Bataille. Zuletzt trat Palder mehrmals in der Kulturschule des oberfränkischen Ortes Wartenfels auf: So begleitete er beispielsweise im Mai 2018 die Vernissage einer Naturfotoausstellung mit einer Lesung aus Adalbert Stifters Erzählung Der Hochwald und im Januar 2020 wirkte er dort im Rahmen eines Kunstabends zu Jean Paul mit.

## Einschätzung der Kritik
Großes Lob erfuhr er für seine Verkörperung des Münchner Polizisten Robert Mohr im Drama Die Weiße Rose der argentinisch-US-amerikanischen Autorin Lillian Garrett-Groag. Mohr war 1943 für die Ermittlungen gegen die gleichnamige NS-Widerstandsgruppe verantwortlich und Palder spielte ihn in zwei unterschiedlichen Inszenierungen – ab November 2000 am Schillertheater NRW Wuppertal und ab April 2006 am Ernst-Deutsch-Theater. Bezüglich des ersten Auftritts kam Frank Becker vom Online-Kulturmagazin Musenblätter zu der Einschätzung, dass
„Gerhard Palder [...], besonders im Dialog mit der ebenbürtigen Tina Eberhardt, die Bühne [gehörte]. [...] Die Zerrissenheit dieses Menschenfreundes, die wilde Verzweiflung, mit der er versucht, wenigstens das Leben Sophie Scholls zu retten, doch an ihrem Standpunkt ‚Ehre ist bedingungslos‘ scheitert, gehört zum Größten, was [in Wuppertal] in den letzten Jahren zu sehen war. In diesen Momenten war es totenstill im Saal. Palders subtiles Spiel verlieh der Inszenierung eine Güte, die wirklich rar ist.“
Birgit Müller vom Syker Kurier urteilte 2006 bezüglich der zweiten Inszenierung ähnlich und war der Meinung, dass „besonders Gerhard Palder [...] in seiner Rolle [glänzte]“, die er „überaus differenziert“ umgesetzt habe.
Becker hob während Palders Zeit in Wuppertal noch andere von dessen schauspielerischen Leistungen hervor: Er sprach 2008 in der Rückschau auf Paolo Magellis Inszenierung von Brechts Mutter Courage und ihre Kinder im Jahr 1997 vom „großartigen Gerhard Palder, dessen bigotter, bei Bedarf die Glaubensfahne wechselnder Feldprediger geradezu grandios zu nennen war.“ Im Juni 1998 bescheinigte er ihm, den Kontoristen Jepichodow in Tschechows Der Kirschgarten „liebenswürdig durchgeistigt“ zu spielen sowie „ein Meister der kleinen Geste“ zu sein und ein Jahr später habe Palder im Februar 1999 in Molières Der Menschenfeind „als Diener Du Bois in kleiner Rolle mit einem humoristischen Kabinettstückchen“ geglänzt.
Sein Stadtvogt Peter Stockmann in Ibsens Ein Volksfeind (Regie: Katharina Rupp) am Theater Biel Solothurn wurde im Januar 2011 ebenfalls mit viel positiver Kritik bedacht: Im Internetportal nachtkritik.de urteilte Charles Linsmayer, dass Palder die Figur „wundervoll altväterisch und bigott“ verkörpere und Angelica Schorre von der Aargauer Zeitung Der Sonntag schloss sich dieser Bewertung an, indem sie seine Interpretation der Figur als „brillant“ bezeichnete. Als Gerhard Palder Anfang Oktober 2011 am Theater Bremen in Frank-Patrick Steckels Inszenierung von Becketts Endspiel den blinden und gelähmten Hamm gab, nannte ihn Andreas Schnell auf nachtkritik.de einen „exzellenten Schauspieler“, der die Rolle „mit Bravour“ spiele.

## Theaterrollen (Auswahl)
Schillertheater NRW Wuppertal
- 1997: Mutter Courage und ihre Kinder (Rolle: Feldprediger; Autor: Bertolt Brecht; Regie: Paolo Magelli)
- 1998: Der Kirschgarten (Rolle: Kontorist Jepichodow; Autor: Anton Tschechow; Regie: Paolo Magelli)
- 1999: Der Menschenfeind (Rolle: Diener Du Bois; Autor: Molière; Regie: Frank-Patrick Steckel)
- 1999: Der Sturm (Rolle: Herzog Antonio; Autor: William Shakespeare; Regie: Tobias Lenel)
- 2000: Die schmutzigen Hände (Rolle: Louis; Autor: Jean-Paul Sartre; Regie: Volker Lösch)
- 2000: Der zerbrochne Krug (Rolle: Schreiber Licht; Autor: Heinrich von Kleist; Regie: Jochen Busse)
- 2000: Die weiße Rose (Rolle: Robert Mohr; Autorin: Lillian Garrett-Groag; Regie: Sarah Kors)
- 2001: Die Hamletmaschine (Autor: Heiner Müller; Regie: Wolf Münzner)

Theater der Stadt Heidelberg
- 2002: Oper Joseph Süß (Rolle: Henker; Autor: Detlev Glanert; Regie: Wolf Widder)
- 2002: Gespenster (Rolle: Jacob Engstrand; Autor: Henrik Ibsen; Regie: Wolfgang Maria Bauer)
- 2003: Frühere Verhältnisse (Autor: Johann Nestroy; Regie: Ruth Drexel)
- 2004: Terrorismus (Autoren: Brüder Presnjakow; Regie: Sandrine Hutinet) – Gastspiel des Maxim-Gorki-Theaters im Rahmen des Heidelberger Stückemarktes
- 2005: Der Tod und das Mädchen (Autor: Ariel Dorfman; Regie: David Jentgens)

Theater Bremen
- 2009: Macbeth (Rolle: König Duncan; Autor: William Shakespeare; Regie: Frank-Patrick Steckel)
- 2010: Komödie im Dunkeln (Rolle: Colonel Melkett; Autor: Peter Shaffer; Regie: Martin Baum)
- 2010: Was ihr wollt (Rolle: Priester Fabian; Autor: William Shakespeare; Regie: Robert Schuster)
- 2011: Ein Volksfeind (Rolle: Einer der Alten; Autor: Henrik Ibsen; Regie: Robert Schuster)
- 2011: Endspiel (Rollen: Hamm und Nagg; Autor: Samuel Beckett; Regie: Frank-Patrick Steckel)
- 2011: Die Bremer Stadtmusikanten (Rolle: Esel; Regie: Karsten Dahlem)
- 2012: Orestie (Autor: Aischylos; Regie: Alice Buddeberg)
- 2012: Dracula (Rolle: Dracula; Autor: Bram Stoker; Regie: Sebastian Martin)

Sonstige
- 1975: Ein Feind des Volkes am Stadttheater Regensburg (Rolle: Billing; Autor: Henrik Ibsen; Regie: Friedrich Grossart)
- 1976: Hedda Gabler am Schlosstheater Celle (Rolle: Jørgen Tesman; Autor: Henrik Ibsen; Regie: Martin Kayßler)
- 1978: Die Wildente am Stadttheater St. Gallen und am Kurtheater Baden (Rolle: Hjalmar Ekdal; Autor: Henrik Ibsen; Regie: Joachim Engel-Denis)
- 1983: Ein Volksfeind an der Landesbühne Niedersachsen Nord in Wilhelmshaven (Autor: Henrik Ibsen; Regie: Rainer Krause)
- 1990: Passage am Stadttheater Gießen (Autor: Christoph Hein; Regie: Johannes Kaetzler)
- 1991: Das Käthchen von Heilbronn am Stadttheater Gießen (Autor: Heinrich von Kleist; Regie: Johannes Kaetzler)
- 1993: Musical Assassins am Stadttheater Heilbronn (Rolle: Balladensänger; Libretto: John Weidman; Regie: Phil Young; deutschsprachigen Erstaufführung)[16]
- 2006: Die weiße Rose am Ernst-Deutsch-Theater (Rolle: Robert Mohr; Autorin: Lillian Garrett-Groag; Regie: Johannes Kaetzler) – Tournee im März und April in Bersenbrück, Syke und Norderstedt
- 2007: Die Go-Spielerin am Ernst-Deutsch-Theater (Rolle: Hauptmann Nakamura; Autoren: Johannes Kaetzler & Gerhard Seidel; Regie: Johannes Kaetzler)
- 2008: Adams Äpfel am Oldenburgischen Staatstheater (Rolle: Arzt Kolberg; Autor und Regie: Karl-Dirk Schmidt)
- 2008: Wie es euch gefällt bei den Kreuzgangspielen Feuchtwangen  (Rolle: Schäfer Corin; Autor: William Shakespeare; Regie: Johannes Kaetzler)
- 2008: Die Nibelungen bei den Kreuzgangspielen Feuchtwangen  (Rolle: Markgraf Rüdiger; Autor: Friedrich Hebbel; Regie: Johannes Kaetzler und Urs Häberli)
- 2008: Momo am Thalia Theater in Hamburg (Rolle: Meister Hora; Regie: Henning Bock)
- 2009: Glaube Liebe Hoffnung am Oldenburgischen Staatstheater (Rolle: Amtsgerichtsrat; Autor: Ödön von Horváth; Regie: Sascha Bunge)
- 2011: Ein Volksfeind am Theater Biel Solothurn (Rolle: Stadtvogt Peter Stockmann; Autor: Henrik Ibsen; Regie: Katharina Rupp) – Tournee von Januar bis Mai in Solothurn, Biel/Bienne, Burgdorf BE, Langenthal und Chur
- 2019: Ach, diese Lücke, diese entsetzliche Lücke am Altonaer Theater (Rolle: Großvater; Autor: Joachim Meyerhoff; Regie: Henning Bock)